# Banquete de las castañas
El banquete de las castañas, también llamado ballet de las castañas, es el nombre que recibe una fiesta celebrada en Roma, el 30 de octubre de 1501 en el Palacio Apostólico Vaticano. Se trataría de una orgía organizada por César Borgia y que contaría con la presencia de su padre, el Papa Alejandro VI, y su hermana Lucrecia Borgia. El único relato contemporáneo de los hechos se conserva en un diario en latín, el Liber Notarum, escrito por el secretario apostólico y maestro de ceremonias Johannes Burchard.

## Historia
Según Burchard: 

In sero fecerunt cenam cum duce Valentinense in camera sua, in palatio apostolico, quinquaginta meretrices honeste, cortegiane nuncupate, que post cenam coreaverunt cum servitoribus et allis ibidem existentibus, primo in vestibus suis, deinde nude.  Post cenam posita fuerunt candelabra communia mense in candelis ardentibus per terram, et projecta ante candelabra per terram castanee, quas meretrices ipse super manibus et pedibus, nude, candelabra pertranseuntes, colligebant, papa, duce et d. Lucretia sorore sua presentibus et aspicientibus.  Tandem exposita dona ultima, diploides de serico, paria caligarum, bireta et alia pro illis qui pluries dictas meretrices carnaliter agnoscerent; que fuerunt ibidem in aula publice carnaliter tractate arbitrio presentium, dona distributa victoribus.
Por la tarde hicieron un banquete con el duque Valentino en su cámara, en el palacio apostólico, cincuenta meretrices honestas, llamadas cortesanas, que después de la cena bailaron con los sirvientes y con otros asistentes, primero con sus ropas, después desnudas. Después de la cena se pusieron en el suelo los candelabros de las mesas con las velas ardiendo, y se esparcieron castañas, que las meretrices tomaban, gateando desnudas sobre sus manos y pies, el papa, el duque y su hermana doña Lucrecia presentes y mirando. Finalmente, se anunciaron premios como túnicas de seda, pares de zapatos, birretas y otras cosas, para los que más veces pudieran conocer carnalmente a las meretrices.
Johannes Burchard.

Alexander Lee señala que el llamado "Banquete de las castañas" está, por ejemplo, solo atestiguado en las memorias de Burchard, y no solo es intrínsecamente inverosímil, sino que fue rechazado como tal por muchos contemporáneos.

### Interpretaciones
El investigador del Vaticano, reverendo monseñor Peter de Roo (1839–1926), rechazó la historia de las cortesanas descrita por Buchard; sin embargo, no descartó que César Borgia hubiera dado una fiesta en el Vaticano. El investigador también refuta la idea de que los Borgia, especialmente el Papa Alejandro VI, hayan participado en aquel banquete debido a que:
- El Papa contaba con un carácter decente, aunque muchas veces difamado.[2]
- La forma decente de escribir de Burchard, sin ningún elemento que ataque la reputación de los Borgia, cambiando de repente en tono y formas solo en este pasaje, con lo que el investigador considera que fue interpolado más tarde.
- El consenso de la mayoría de los escritores del momento, que cuestionaron la historia o la rechazaron como una absoluta falsedad.

De Roo cree que la explicación más probable para la supuesta orgía es que se tratase de una interpolación posterior de eventos por parte de agentes hostiles a Alejandro, encargados de extender una leyenda negra sobre los Borgia para desacreditarlos y que duraría siglos. Explica que los enemigos de los Borgia probablemente se basaron en escritores ligeramente posteriores al evento. Thuasne y Francesco Matarazzo que cuentan que César dio una fiesta en el palacio vaticano con la asistencia de caballeros y cortesanas que rieron, cenaron y bailaron. En ningún momento se menciona la presencia del papa o de Lucrecia o algún exceso sexual. El término cortesanas se refería exclusivamente a damas nobles que servían o residían en la corte, y solo desde el siglo XVIII adoptaría otro significado aparte, para aludir a las prostitutas de lujo.

## En la cultura popular
- El historiador William Manchester, en su libro A World Lit Only by Fire, comenta también la versión de que se mantuvo una puntuación del número de actos sexuales de los invitados y con ello el Papa distribuyó los premios. Los historiadores profesionales, sin embargo, han descartado o ignorado el libro debido a sus numerosos errores y dependencia de fuentes que no han sido aceptadas por los expertos desde los años 1930 a más tardar. En una reseña en Speculum, la revista de la Academia Medieval de América, Jeremy du Quesney Adams comentó que el trabajo de Manchester contenía "algunos de los errores de facto y excentricidades de juicio más gratuitos que este crítico ha leído (o escuchado) en bastante tiempo".
- En la serie de televisión estadounidense Los Borgia, el episodio 4 de la temporada 3 lleva el título El banquete de las Castañas; sin embargo, se muestra como una fiesta dada en el Vaticano con el objetivo de chantajear a los miembros del Colegio Cardenalicio. En la ficción, el personaje de Julia Farnesio es la anfitriona y ninguno de los Borgia participa, ni los cardenales más próximos al Papa.
- En la serie de televisión europea Borgia, en la temporada 2, una orgía es protagonizada por César Borgia (Mark Ryder) con varias mujeres en sus aposentos.
- En la película española Los Borgia, una orgía es representada con la participación sexual de César Borgia (Sergio Peris-Mencheta) y la de espectador de Alejandro VI (Lluís Homar).